# John Tribe
John Tribe es un catedrático de la Universidad de Surrey, Guildford (Reino Unido). Sus estudios se centran en la compresión metodológica y epistemológica del turismo.

## Biografía
Tribe postula que la investigación en turismo adolece no sólo de una epistemología clara que permita definir su objeto de estudio sino que se caracteriza por una alta fragmentación, lo cual lleva a un estado de indisciplina permanente. Sus estudios han sido críticos respecto a las limitaciones del turismo para transformarse en una disciplina de estudio consolidada.
Tribe ha sido editor en jefe de la revista Annals of Tourism Research por más de 10 años, y actualmente dirige Journal of Hospitality, Leisure Sport and Tourism Education.

## Contribuciones
John Tribe ha desarrollado una postura crítica respecto a la consolidación de los estudios turísticos como disciplina científica. A pesar de la producción científica, los estudios turísticos carecen de una epistemología clara que defina su objeto de estudio. Tribe acuña el término indisciplina para reflejar la falta de interés de la Academia por el contenido de lo que se produce en el tema. A la multidiscipinariedad de los estudios turísticos que llevan a una fragmentación epistémica se le suma la sobrevaloración del management y el marketing por el valor económico del turismo. Dicha posición dominante ha discriminado otras metodologías y voces a un espacio periférico. Tribe ha trabajado sobre la importancia de desarrollar herramientas cualitativas en la investigación turística.

## Libros y Artículos
- Mahn, C., Scarles, C., Edwards, J., & Tribe, J. (2021). Personalising disaster: Community storytelling and sharing in New Orleans post-Katrina tourism. Tourist studies, 21(2), 156-177.
- Brauer, R., Dymitrow, M., & Tribe, J. (2021). A wider research culture in peril: A reply to Thomas. Annals of Tourism Research, 86(1).
- Tribe, J. (2020). The economics of recreation, leisure and tourism. Routledge.
- Tribe, J., & Liburd, J. J. (2016). The tourism knowledge system. Annals of tourism research, 57, 44-61.
- Tribe, J., & Xiao, H. (2011). Developments in tourism social science. Annals of Tourism Research, 38(1), 7-26.
- Tribe, J. (2002). Education for ethical tourism action. Journal of sustainable tourism, 10(4), 309-324.
- Tribe, J. (2006). The truth about tourism. Annals of tourism research, 33(2), 360-381.
- Tribe, J. (2009). Philosophical issues in tourism (pp. 3-22). Bristol, UK: Channel view publications.
- Tribe, J. (2016). Strategy for tourism (No. Ed. 2). Oxford, UK: Goodfellow Publisher Limited.
- Tribe, J. (2020). The economics of recreation, leisure and tourism. Abingdon, UK: Routledge.
- Tribe, J. (2004). Knowing about tourism: Epistemological issues. In Qualitative research in tourism (pp. 64-66). Abingdon, UK: Routledge.
- Tribe, J. (1997). The indiscipline of tourism. Annals of tourism research, 24(3), 638-657.